# Funicular de Vallvidrera
| Funicular de Vallvidrera, Bergstation |                     |                                        |                                        |
| Spurweite: | 1000 mm (Meterspur) |                                        |                                        |
| |                     |                                        |                                        |
| \| \| 0,000 \| Peu del Funicular/Vallvidrera Inferior \| Peu del Funicular/Vallvidrera Inferior \| \| \| \| Ausweiche \| \| \| \| \| Carretera de les Aigües \| \| \| \| 0,736 \| Vallvidrera Superior \| Vallvidrera Superior \| |                     |                                        |                                        |
| Kopfbahnhof Streckenanfang | 0,000               | Peu del Funicular/Vallvidrera Inferior | Peu del Funicular/Vallvidrera Inferior |
| |                     | Ausweiche                              |                                        |
| Haltepunkt / Haltestelle |                     | Carretera de les Aigües                | Carretera de les Aigües                |
| Kopfbahnhof Streckenende | 0,736               | Vallvidrera Superior                   | Vallvidrera Superior                   |

Funicular de Vallvidrera ist eine Standseilbahn in der Stadt Barcelona, Katalonien, Spanien. Die Strecke verbindet die Station Peu del Funicular der S-Bahn Katalonien (Ferrocarrils de la Generalitat de Catalunya, FGC) mit dem Oberdorf von Vallvidrera und bietet dort Anschluss an örtliche Buslinien, u. a. zum Freizeitpark Tibidabo. Die Standseilbahn ist in das Tarifsystem der Metro Barcelona eingebunden und als Teil des S-Bahn-Netzwerks auf den Metro-Plänen eingezeichnet.
| Station                                 | Koordinaten             |
| --------------------------------------- | ----------------------- |
| Vallvidrera Superior                    | 41,41415° N, 2,10578° O |
| Carretera de les Aigües                 | 41,41221° N, 2,10805° O |
| Ausweiche                               | 41,41174° N, 2,10855° O |
| Peu del Funicular/ Vallvidrera Inferior | 41,40926° N, 2,11133° O |

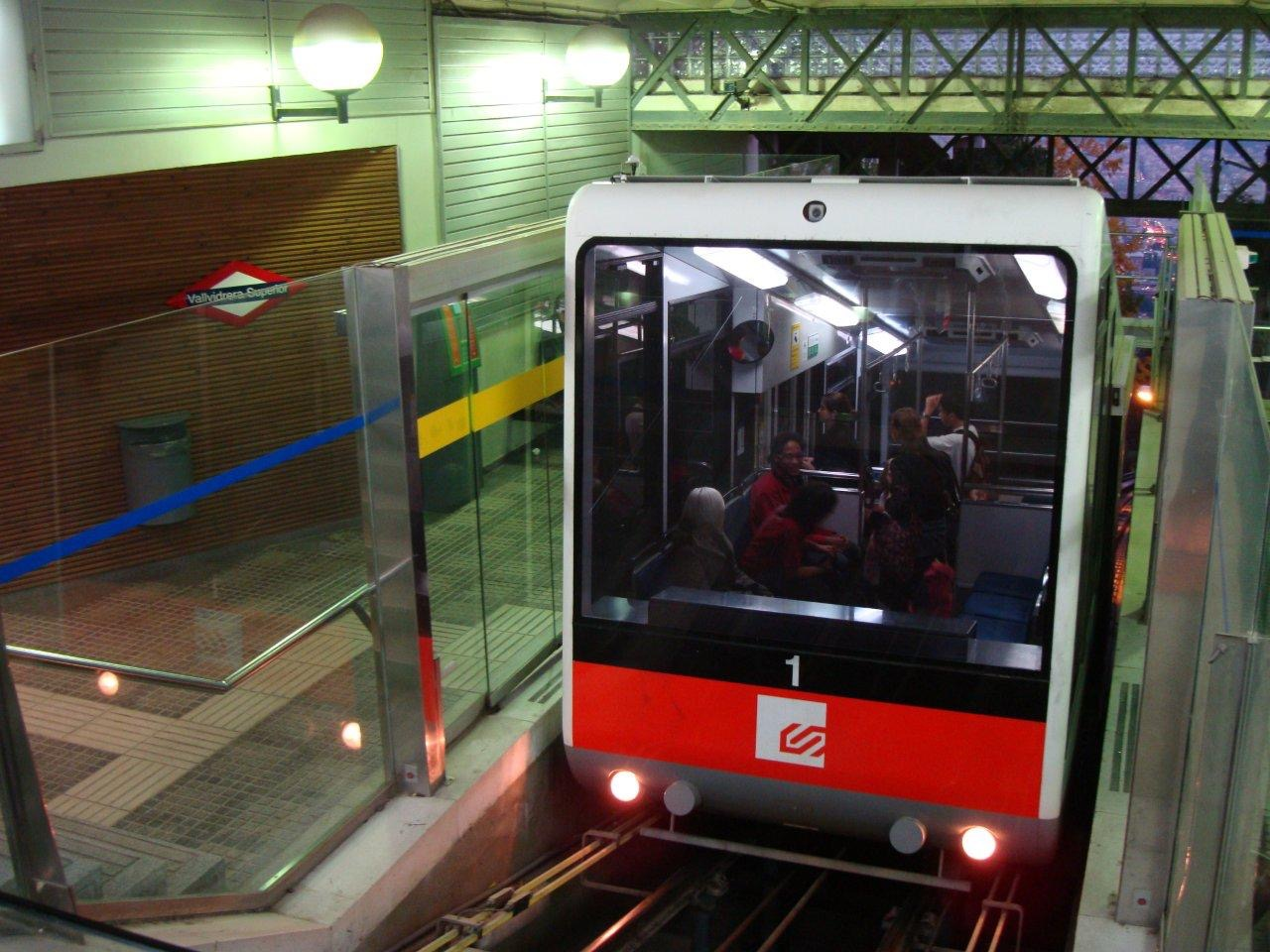
Wagen 1 in der Bergstation Vallvidrera Superior

Einige technische Daten zur Standseilbahn:
- Konstruktion: Gangloff-Von Roll
- Eröffnungsdatum: 3. Oktober 1906
- Länge: 736 Meter
- Höhenunterschied: 158 Meter
- Maximale Steigung: 28,9 %
- Züge: 2
- Beförderungskapazität: 50 Passagiere pro Zug / 500 Personen pro Stunde
- Bauart: einspurig mit Ausweichstelle
- Höchstgeschwindigkeit: 5 m/s
- Spurweite: 1000 mm
- Antrieb: elektrisch
- Betrieb: vollautomatisch

Neben dieser Standseilbahn gibt es noch zwei weitere in Barcelona: Die Funicular de Montjuïc und die Funicular del Tibidabo.